# Расширенная числовая прямая
Расширенная (аффинно расширенная) числовая прямая — множество вещественных чисел {\displaystyle \mathbb {R} }, дополненное двумя бесконечно удалёнными точками: {\displaystyle +\infty } (положительная бесконечность) и {\displaystyle -\infty } (отрицательная бесконечность), то есть {\displaystyle {\overline {\mathbb {R} }}=\mathbb {R} \cup \{+\infty ;-\infty \}=[-\infty ;+\infty ]}. Следует понимать, что {\displaystyle -\infty ,+\infty } не являются числами и имеют немного иную природу, но для них, как и для вещественных чисел, тоже определено отношение порядка. Также сами элементы {\displaystyle -\infty } и {\displaystyle +\infty } считаются неравными друг другу.
При этом для любого вещественного числа {\displaystyle x\in \mathbb {R} } по определению полагают выполненными неравенства {\displaystyle -\infty <x<+\infty }. В некоторых дидактических материалах термин «расширенная числовая прямая» используется по отношению к числовой прямой, расширенной одной бесконечно удалённой точкой, не связанной с действительными числами отношением порядка, поэтому иногда для уточнения прямую с одной бесконечностью называют проективно расширенной, а с двумя — аффинно расширенной.
Знак плюс для элемента {\displaystyle +\infty } часто не опускается как у других положительных чисел для того, чтобы избежать путаницы с беззнаковой бесконечностью проективно расширенной числовой прямой. Однако иногда знак всё же опускается, и в таких случаях проективная бесконечность обычно обозначается как {\displaystyle \pm \infty }.

## Порядок
Множество вещественных чисел {\displaystyle \mathbb {R} } линейно упорядоченно по отношению {\displaystyle \leqslant }. Однако в {\displaystyle \mathbb {R} } нет максимального и минимального элементов. Если рассматривать систему вещественных чисел как линейно упорядоченное множество, то её расширение до системы {\displaystyle {\overline {\mathbb {R} }}} как раз состоит в добавлении максимального ({\displaystyle +\infty }) и минимального ({\displaystyle -\infty }) элементов.
Благодаря этому в системе {\displaystyle {\overline {\mathbb {R} }}} всякое непустое множество имеет точную верхнюю грань (конечную, если множество ограничено сверху, и {\displaystyle +\infty }, если не ограничено сверху). Аналогичное утверждение справедливо и для точной нижней грани. Этим объясняется удобство введения элементов {\displaystyle +\infty } и {\displaystyle -\infty }.
В расширенной числовой прямой существует 3 вида промежутков: интервал, полуинтервал и отрезок.
{\displaystyle (\alpha ,\beta )=\{x\in {\overline {\mathbb {R} }}\colon \alpha <x<\beta \}} — интервал
{\displaystyle (\alpha ,\beta ]=\{x\in {\overline {\mathbb {R} }}\colon \alpha <x\leq \beta \}}, {\displaystyle [\alpha ,\beta )=\{x\in {\overline {\mathbb {R} }}\colon \alpha \leq x<\beta \}} — полуинтервал
{\displaystyle [\alpha ,\beta ]=\{x\in {\overline {\mathbb {R} }}\colon \alpha \leq x\leq \beta \}} — отрезок
Так как бесконечности здесь такие же равноправные элементы как и числа, конечные и бесконечные промежутки не различаются как отдельные виды промежутков.

## Топология
Отношение порядка {\displaystyle <} порождает топологию {\displaystyle \tau } на {\displaystyle {\overline {\mathbb {R} }}}. В топологии {\displaystyle \tau } открытыми промежутками являются промежутки вида:
{\displaystyle (\alpha ,\beta )=\{x\in {\overline {\mathbb {R} }}\colon \alpha <x<\beta \}}
{\displaystyle (\alpha ,+\infty ]=\{x\in {\overline {\mathbb {R} }}\colon x>\alpha \}}
{\displaystyle [-\infty ,\beta )=\{x\in {\overline {\mathbb {R} }}\colon x<\beta \}}
{\displaystyle [-\infty ,+\infty ]=\{x\in {\overline {\mathbb {R} }}\}}
где {\displaystyle \alpha ,\beta \in {\overline {\mathbb {R} }}}. Открытые множества же задаются как всевозможные объединения открытых промежутков.

### Окрестности
Окрестностью {\displaystyle U(a)} точки {\displaystyle a\in {\overline {\mathbb {R} }}} называется всякое открытое множество, содержащее эту точку. И, как следует из определения открытых множеств топологии {\displaystyle \tau }, всякая окрестность точки {\displaystyle a} включает один из открытых промежутков, содержащий {\displaystyle a}.
В курсах математического анализа обычно вводят более частное понятие {\displaystyle \varepsilon }-окрестности {\displaystyle U_{\varepsilon }(a)} точки расширенной числовой прямой ({\displaystyle \varepsilon >0}).
В случае {\displaystyle a\in \mathbb {R} }, то есть когда {\displaystyle a} является числом, {\displaystyle \varepsilon }-окрестностью {\displaystyle a} называется множество:
{\displaystyle U_{\varepsilon }(a){\overset {\mathrm {def} }{=}}(a-\varepsilon ,a+\varepsilon ).}
Если же {\displaystyle a=+\infty }, то:
{\displaystyle U_{\varepsilon }(+\infty ){\overset {\mathrm {def} }{=}}\left({\frac {1}{\varepsilon }},+\infty \right],}
а если {\displaystyle a=-\infty }, то:
{\displaystyle U_{\varepsilon }(-\infty ){\overset {\mathrm {def} }{=}}\left[-\infty ,-{\frac {1}{\varepsilon }}\right).}
Понятие {\displaystyle \varepsilon }-окрестностей для бесконечностей определено таким образом, что во всех случаях — когда {\displaystyle a} является вещественным числом, или одной из бесконечностей — при уменьшении числа {\displaystyle \varepsilon } соответствующие окрестности уменьшаются: {\displaystyle 0<\varepsilon _{1}<\varepsilon _{2}\Rightarrow U_{\varepsilon _{1}}(a)\subset U_{\varepsilon _{2}}(a)}.
Проколотые окрестности и {\displaystyle \varepsilon }-окрестности определяются соответственно как окрестность и {\displaystyle \varepsilon }-окрестность, из которых удалили саму точку.

### Пределы
Во многих курсах матанализа пределы при стремления к плюс или минус бесконечности определяются отдельно. Также часто отдельно определяются равенства пределов плюс и минус бесконечности. В {\displaystyle {\overline {\mathbb {R} }}} все эти ситуации укладываются в единое определение предела (которое соответствует общетопологическому определению предела).
Пусть {\displaystyle f\colon X\subseteq {\overline {\mathbb {R} }}\to {\overline {\mathbb {R} }}}, {\displaystyle x_{0},a\in {\overline {\mathbb {R} }}}. Тогда:
{\displaystyle \lim _{x\to x_{0}}f(x)=a{\overset {\mathrm {def} }{\iff }}\forall \varepsilon >0\;\exists \delta >0\;\forall x\in X\;(x\in {\dot {U}}_{\delta }(x_{0})\Rightarrow f(x)\in U_{\varepsilon }(a))}
При этом стремление к бесконечности с обеих сторон и равенство предела беззнаковой бесконечности этим определением не охватываются. Эти случаи тоже могут быть охвачены общетопологическим определением предела, но уже в другой структуре, а именно в проективно расширенной числовой прямой.
Несмотря на то, что аффинно и проективно расширенные числовые прямые разные структуры, пределы в них связаны между собой. Если предел в {\displaystyle {\overline {\mathbb {R} }}} равен одной из бесконечностей, то в {\displaystyle {\widehat {\mathbb {R} }}} он также равен бесконечности. Наоборот это не работает: если предел в {\displaystyle {\widehat {\mathbb {R} }}} равен бесконечности, это ещё не значит, что в {\displaystyle {\overline {\mathbb {R} }}} он будет равен одной из бесконечностей. Пример этому всё тот же {\displaystyle \lim _{x\to 0}{\frac {1}{x}}} в {\displaystyle {\widehat {\mathbb {R} }}} равен бесконечности, а в {\displaystyle {\overline {\mathbb {R} }}} он не существует. Однако, связь между двумя структурами всё же можно сформулировать в виде утверждения в обе стороны: предел в {\displaystyle {\widehat {\mathbb {R} }}} равен бесконечности тогда и только тогда, когда в {\displaystyle {\overline {\mathbb {R} }}} он либо равен одной из бесконечностей, либо не существует, но при этом множество его частичных пределов состоит только из бесконечностей.

### Компактность
{\displaystyle {\overline {\mathbb {R} }}} — компактное хаусдорфово пространство. Пространство вещественных чисел {\displaystyle \mathbb {R} } является полным, но не является компактным. Таким образом, расширенная система вещественных чисел {\displaystyle {\overline {\mathbb {R} }}} может рассматриваться как двухточечная компактификация {\displaystyle \mathbb {R} }. При этом {\displaystyle {\overline {\mathbb {R} }}} оказывается гомеоформным отрезку {\displaystyle [0,1]}. Этот факт имеет наглядную геометрическую иллюстрацию. Аналитически гомеоформизм {\displaystyle f\colon [0,1]\to {\overline {\mathbb {R} }}} задаётся формулой:
{\displaystyle f(x)={\begin{cases}-\infty &x=0\\\operatorname {tg} \left(\pi x-{\dfrac {\pi }{2}}\right)&0<x<1\\+\infty &x=1\end{cases}}}
В {\displaystyle {\overline {\mathbb {R} }}} теорема Больцано — Вейерштрасса выполняется для любой последовательности, а не только для ограниченной. Это значит, что у любой последовательности в {\displaystyle {\overline {\mathbb {R} }}} существует сходящаяся в {\displaystyle {\overline {\mathbb {R} }}} подпоследовательность. Таким образом, {\displaystyle {\overline {\mathbb {R} }}} секвенциально компактно.

## Операции
Для вещественных чисел и элементов {\displaystyle \pm \infty } стандартные операции доопределяются по непрерывности:
{\displaystyle {\begin{aligned}a\pm \infty =\pm \infty +a&=\pm \infty ,&a&\neq \pm \infty \\a\cdot (\pm \infty )=\pm \infty \cdot a&=\pm \infty ,&a&>0\\a\cdot (\pm \infty )=\pm \infty \cdot a&=\mp \infty ,&a&<0\\{\frac {a}{\pm \infty }}&=0,&a&\in \mathbb {R} \\{\frac {\pm \infty }{a}}&=\pm \infty ,&a&>0\\{\frac {\pm \infty }{a}}&=\mp \infty ,&a&<0\\a^{+\infty }&=+\infty ,&a&>1\\a^{-\infty }&=+\infty ,&0&<a<1\\a^{-\infty }&=0,&a&>1\\a^{+\infty }&=0,&0&\leq a<1\\(+\infty )^{a}&=+\infty ,&a&>0\\(+\infty )^{a}&=0,&a&<0\\\operatorname {ln} {+\infty }&=+\infty \end{aligned}}}
Значение выражений {\displaystyle (+\infty )-(+\infty ),0\times (\pm \infty ),{\frac {0}{0}}}, {\displaystyle 1^{\pm \infty }}, {\displaystyle (\pm \infty )^{0}}, {\displaystyle 0^{0}} не определены.
Вопреки распространённому мнению, значение выражения {\displaystyle {\frac {a}{0}}}, где {\displaystyle a\neq 0}, тоже не определено. Доопределение этого выражение одной из бесконечностей нарушит непрерывность операции деления. Это можно проиллюстрировать на примере функции {\displaystyle {\frac {1}{x}}}. Её предел в нуле слева равен {\displaystyle -\infty }, а справа {\displaystyle +\infty }, что означает, что двустороннего предела в этой точке нет. Из-за этого как бы мы не доопределили функцию в нуле, она останется разрывной.
Часто встречающаяся запись {\displaystyle {\frac {a}{0}}=\infty } или {\displaystyle {\frac {a}{0}}=\pm \infty } относится к принципиально другой структуре — проективно расширенной числовой прямой, в которой бесконечность представляет собой совершенно другой объект.

## Алгебраические свойства
Следующие равенства означают: обе части либо обе равны, либо обе не имеют смысла
- {\displaystyle a+b=b+a}
- {\displaystyle (a+b)+c=a+(b+c)}
- {\displaystyle a\cdot b=b\cdot a}
- {\displaystyle (a\cdot b)\cdot c=a\cdot (b\cdot c)}

Следующие равенства верны, если их правая часть определена.
- {\displaystyle a\cdot (b+c)=a\cdot b+a\cdot c}

Следующие свойства верны, если обе части правого неравенства имеют смысл
- если {\displaystyle a\leq b}, то {\displaystyle a+c\leq b+c;}
- если {\displaystyle a\leq b,~c>0}, то {\displaystyle a\cdot c\leq b\cdot c.}